# Villeberny
Villeberny est une commune française située dans le département de la Côte-d'Or en région Bourgogne-Franche-Comté. La commune appartient au pays de l'Auxois.

## Géographie
Suivant le cours de l'Ozerain, le village est composé de trois parties : le Tiers du Dessus (ou Tiers du Haut), le Tiers du Milieu et le Tiers du Bas. La commune est aussi traversée par le ruisseau Gueunin et le ruisseau de Jagey y prend sa source. Ces deux ruisseaux se jettent dans l'Ozerain.
La commune est située sur une zone Natura 2000.

### Communes limitrophes
Les communes limitrophes sont Boux-sous-Salmaise, Dampierre-en-Montagne, Jailly-les-Moulins, Massingy-lès-Vitteaux, Salmaise, Villy-en-Auxois et Vitteaux.

### Climat
Pour des articles plus généraux, voir Climat de la Bourgogne-Franche-Comté et Climat de la Côte-d'Or.
En 2010, le climat de la commune est de type climat des marges montargnardes, selon une étude du Centre national de la recherche scientifique s'appuyant sur une série de données couvrant la période 1971-2000. En 2020, Météo-France publie une typologie des climats de la France métropolitaine dans laquelle la commune est exposée à un climat océanique altéré et est dans la région climatique  Lorraine, plateau de Langres, Morvan, caractérisée par un hiver rude (1,5 °C), des vents modérés et des brouillards fréquents en automne et hiver. 
Pour la période 1971-2000, la température annuelle moyenne est de 10,3 °C, avec une amplitude thermique annuelle de 16,9 °C. Le cumul annuel moyen de précipitations est de 946 mm, avec 13,5 jours de précipitations en janvier et 7,9 jours en juillet. Pour la période 1991-2020, la température moyenne annuelle observée sur la station météorologique de Météo-France la plus proche, « Saint-Martin-du-M », sur la commune de Saint-Martin-du-Mont à 14 km à vol d'oiseau, est de 9,9 °C et le cumul annuel moyen de précipitations est de 938,1 mm,. Pour l'avenir, les paramètres climatiques de la commune estimés pour 2050 selon différents scénarios d'émission de gaz à effet de serre sont consultables sur un site dédié publié par Météo-France en novembre 2022.

## Urbanisme

### Typologie
Au 1er janvier 2024, Villeberny est catégorisée commune rurale à habitat très dispersé, selon la nouvelle grille communale de densité à 7 niveaux définie par l'Insee en 2022.
Elle est située hors unité urbaine et hors attraction des villes,.

### Occupation des sols
L'occupation des sols de la commune, telle qu'elle ressort de la base de données européenne d’occupation biophysique des sols Corine Land Cover (CLC), est marquée par l'importance des territoires agricoles (65,6 % en 2018), une proportion identique à celle de 1990 (65,6 %). La répartition détaillée en 2018 est la suivante :
prairies (37,2 %), forêts (34,4 %), terres arables (16,6 %), zones agricoles hétérogènes (11,7 %). L'évolution de l’occupation des sols de la commune et de ses infrastructures peut être observée sur les différentes représentations cartographiques du territoire : la carte de Cassini (XVIIIe siècle), la carte d'état-major (1820-1866) et les cartes ou photos aériennes de l'IGN pour la période actuelle (1950 à aujourd'hui).

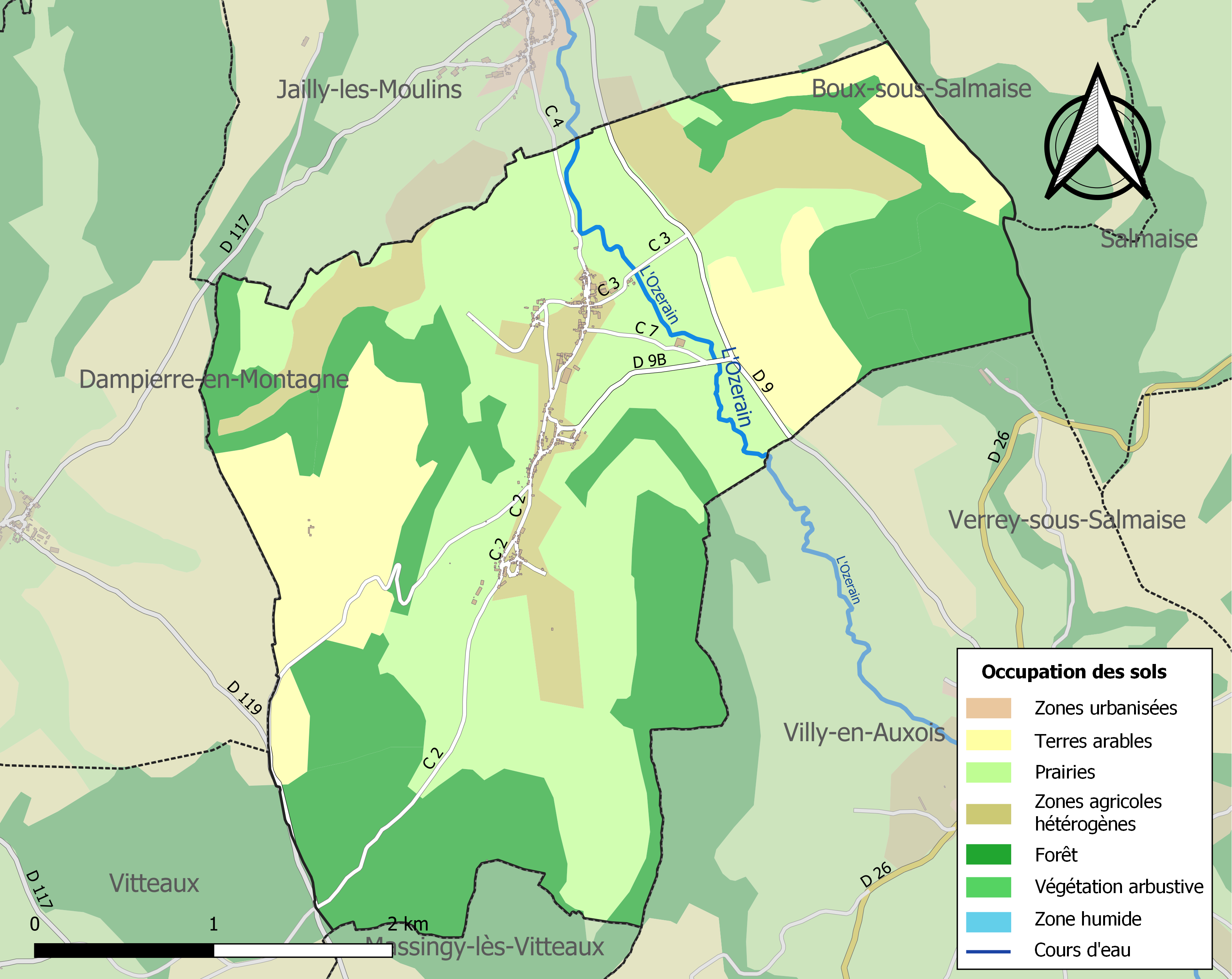
Carte des infrastructures et de l'occupation des sols de la commune en 2018 (CLC).

## Politique et administration
| Période                                  | Période   | Identité                        | Étiquette | Qualité                         |
| ---------------------------------------- | --------- | ------------------------------- | --------- | ------------------------------- |
| 1790                                     | 1791      | François Guedeney               |           |                                 |
| 1791                                     | 1792      | Claude Picard                   |           |                                 |
| 1792                                     | 1795      | Maximin Pissot                  |           | Laboureur                       |
|                                          |           | François Guedeney-Gobel         |           | Vigneron et laboureur           |
| 1800                                     | 1816      | Sulpice Guedeney                |           | Marchand de bois et cultivateur |
| 1816                                     | 1830      | Claude Anasthase Guedeney       |           |                                 |
| 1830                                     | 1846      | François Guedeney-Lombard       |           | Laboureur                       |
| 1846                                     | 1848      | Charles Bizot                   |           |                                 |
| 1848                                     | 1848      | François Guedeney-Lombard       |           | Laboureur                       |
| 1848                                     | 1851      | Jean-Baptiste Eugène Couturier  |           |                                 |
| 1851                                     | 1860      | Jean-Baptiste Bertrand-Guedeney |           | Laboureur                       |
| 1860                                     | 1870      | Charles Bizot                   |           |                                 |
| 1870                                     | 1888      | Frédéric Dampierre              |           |                                 |
| 1888                                     | 1900      | Jean-Baptiste Bertrand          |           |                                 |
| 1900                                     | 1910      | Jean Potot                      |           | Propriétaire                    |
| 1910                                     | 1925      | Michel Culnet                   |           | Cultivateur                     |
| 1925                                     | 1935      | Eugène Pissot                   |           |                                 |
| 1935                                     |           | François Couthier               |           |                                 |
| 1959                                     | 1983      | Marc Pissot                     |           | Maçon et puisatier              |
| mars 1983                                | mars 2001 | Pierre Jobard                   |           |                                 |
| mars 2001                                | mars 2014 | Paul Lachot                     |           |                                 |
| 2014                                     | En cours  | Serge Pissot                    |           | Agriculteur                     |
| Les données manquantes sont à compléter. |           |                                 |           |                                 |

## Démographie
L'évolution du nombre d'habitants est connue à travers les recensements de la population effectués dans la commune depuis 1793. Pour les communes de moins de 10 000 habitants, une enquête de recensement portant sur toute la population est réalisée tous les cinq ans, les populations de référence des années intermédiaires étant quant à elles estimées par interpolation ou extrapolation. Pour la commune, le premier recensement exhaustif entrant dans le cadre du nouveau dispositif a été réalisé en 2007.

En 2022, la commune comptait 99 habitants, en évolution de +8,79 % par rapport à 2016 (Côte-d'Or : +0,82 %, France hors Mayotte : +2,11 %).
| 1793 | 1800 | 1806 | 1821 | 1836 | 1841 | 1846 | 1851 | 1856 |
| ---- | ---- | ---- | ---- | ---- | ---- | ---- | ---- | ---- |
| 555  | 399  | 441  | 581  | 508  | 530  | 502  | 445  | 383  |

| 1861 | 1866 | 1872 | 1876 | 1881 | 1886 | 1891 | 1896 | 1901 |
| ---- | ---- | ---- | ---- | ---- | ---- | ---- | ---- | ---- |
| 376  | 374  | 382  | 373  | 375  | 344  | 320  | 298  | 271  |

| 1906 | 1911 | 1921 | 1926 | 1931 | 1936 | 1946 | 1954 | 1962 |
| ---- | ---- | ---- | ---- | ---- | ---- | ---- | ---- | ---- |
| 281  | 278  | 231  | 201  | 176  | 178  | 171  | 178  | 160  |

| 1968 | 1975 | 1982 | 1990 | 1999 | 2006 | 2007 | 2012 | 2017 |
| ---- | ---- | ---- | ---- | ---- | ---- | ---- | ---- | ---- |
| 124  | 97   | 93   | 83   | 74   | 81   | 82   | 90   | 91   |

| 2022 | - | - | - | - | - | - | - | - |
| ---- | - | - | - | - | - | - | - | - |
| 99   | - | - | - | - | - | - | - | - |

## Lieux et monuments
- Église Saint-Nicolas - XIIe siècle.
- Château de Villeberny des XVe et XVIe siècles qui appartenait à la famille Saint Belin-Mâlain.

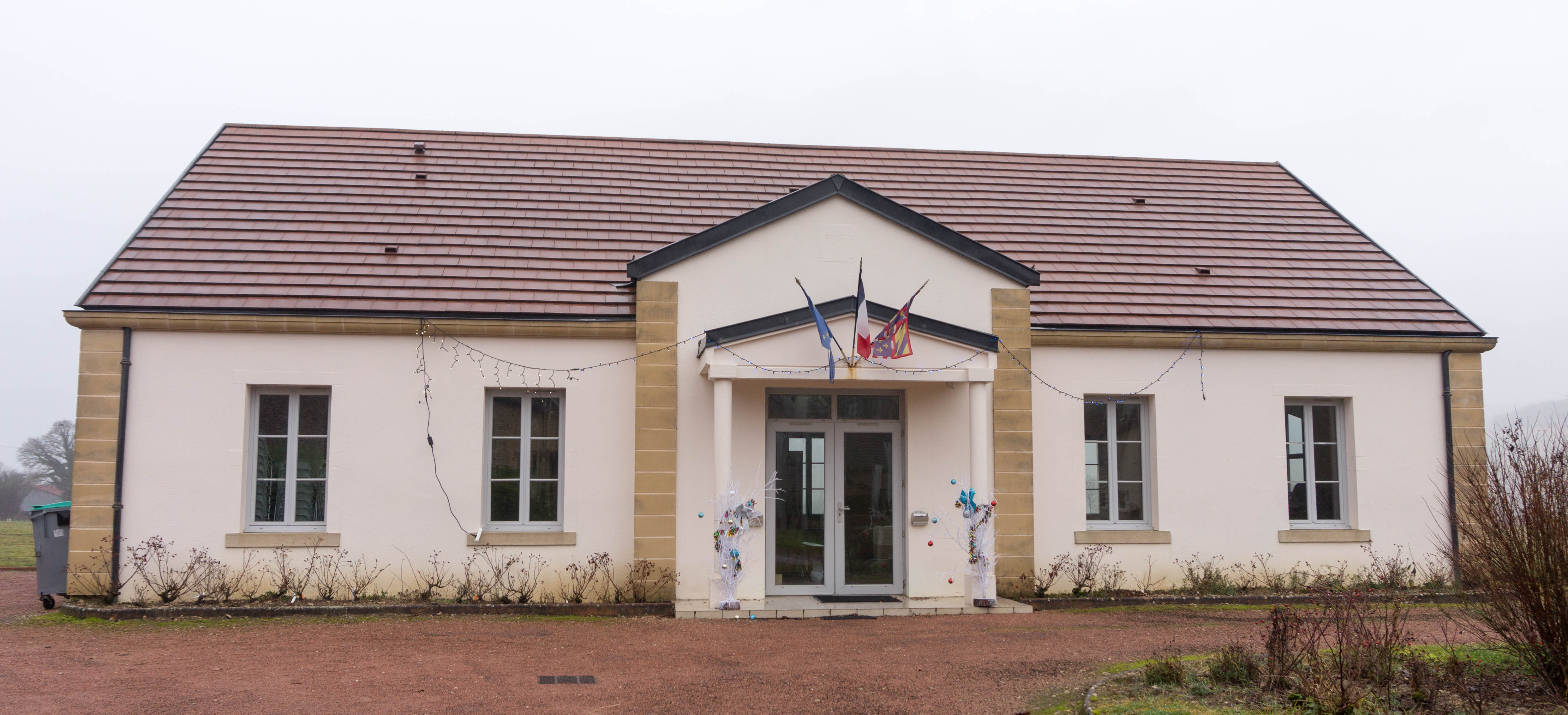
Salle des fêtes.
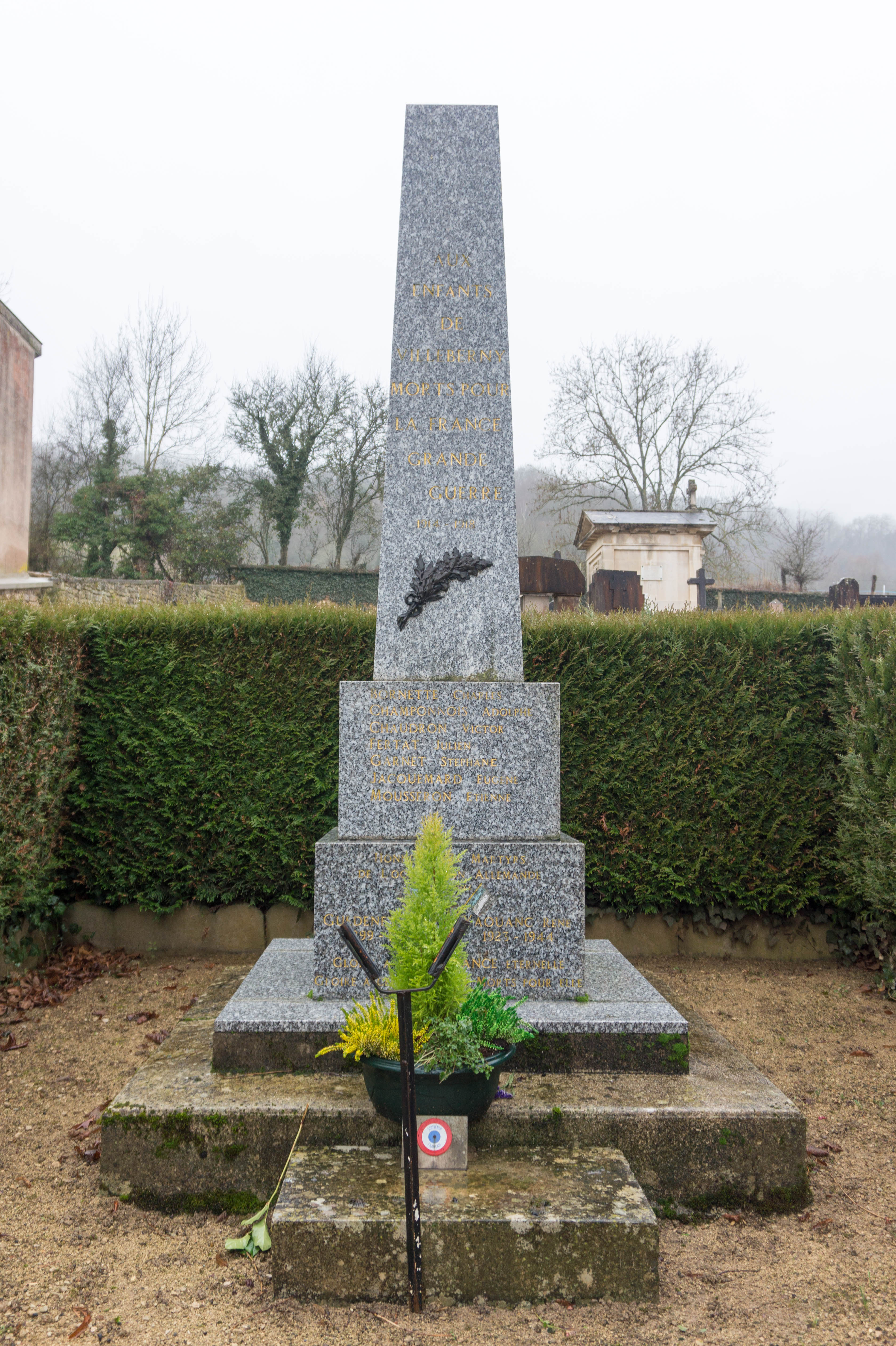
Monument aux morts.
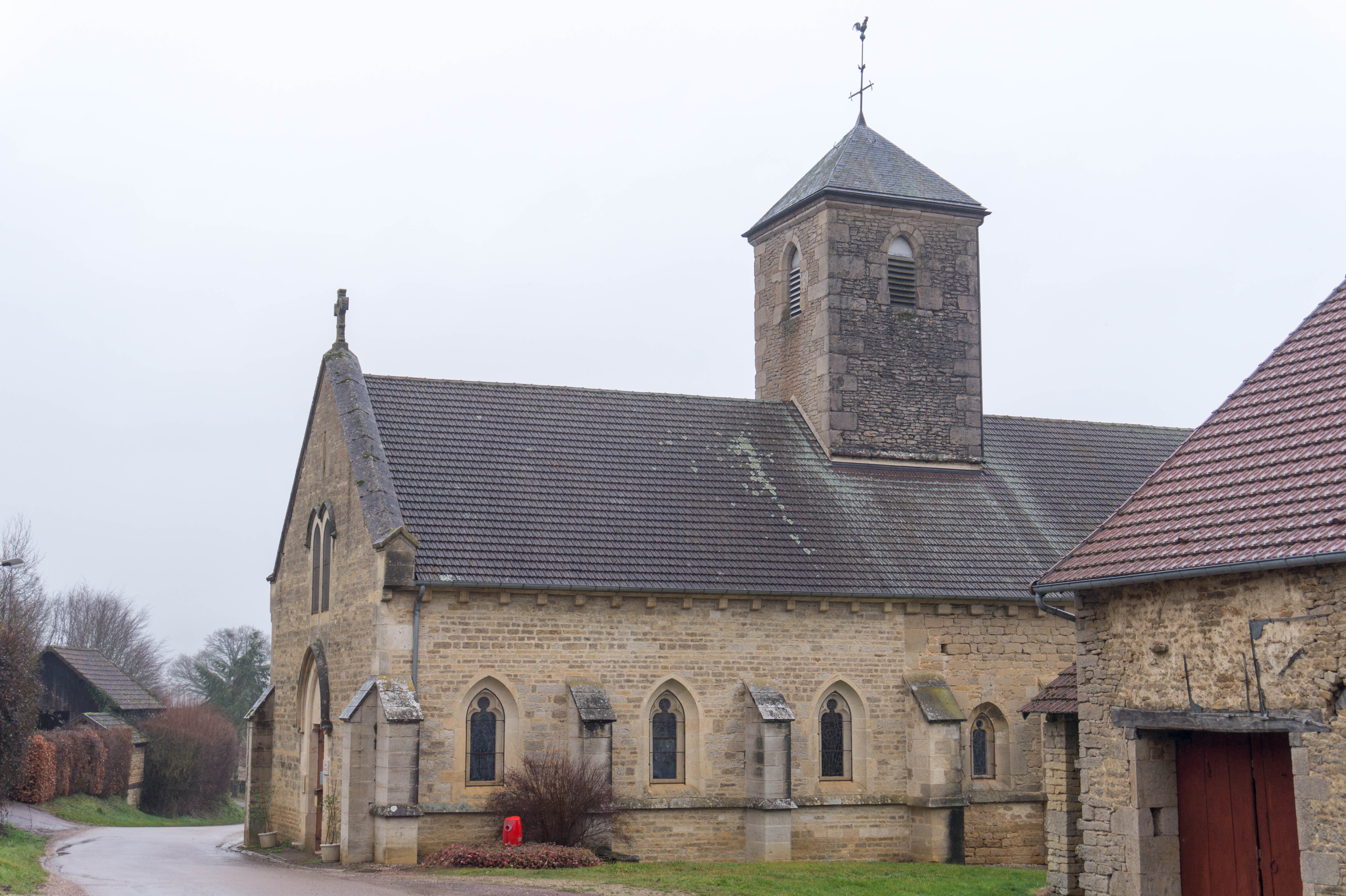
Église Saint Nicolas.

## Culture locale et patrimoine
Les habitants de Villeberny ont pour réputation de tout faire à l’envers, comme l’indique la devise de Villeberny tirée du patois : « à l’envers des autres c’est notre adroit ! »